# Schnüss
Die Schnüss (rheinisch für „Schnauze“) ist ein Bonner Stadtmagazin.

## Geschichte, Konzept und Ausrichtung
Unter dem Eindruck der Neuen Sozialen Bewegungen wurde Ende der 1970er Jahre auch in Bonn über Gegenöffentlichkeit diskutiert. Anfang 1978 mündeten diese Diskussionen in der Gründung des „Vereins zur Förderung alternativer Medien“, welcher sich am 23. Februar 1978 konstituierte und im Amtsgericht Bonn eingetragen wurde. Der Verein wiederum war Herausgeber der Stadtzeitung DE SCHNÜSS. Die erste Ausgabe erschien am 1. April 1978. Dem ersten Vorstand des Vereins und gleichzeitig Redakteure gehörten Rolf Wermund, Margherita Zander, Bernhard Meier, Manfred Krämer, Gisela Brenig und Ernst Wittkowski an. Zu den insgesamt 15 Gründern gehörten laut Gründungsprotokoll zudem Georg Jünger, Stephan Radowski, Friedrich Jünger, Peter Steffens, Cornelia Nunnendorf, Susanne Matthes, Rudolf Lottsiepen, Gisela Wermund und der 2016 verstorbene Gründer der Bonner Brotfabrik und Ex-Kulturchef der Stadt Potsdam Martin Schmidt-Roßleben.
Weitere bekanntere Redakteure waren unter anderem Harald Grunert, später Mitinhaber der Berliner Kneipe Ständige Vertretung, Heinz Dietl, heute Ressortleiter Boulevard des Bonner General-Anzeigers, Gerd Billen, Rainer Hombücher aus Bad Honnef, Sieglinde Osang, Josef Matzerath sowie Harald Gesterkamp.
In ihrer Anfangsphase erfuhr DE SCHNÜSS etwas überregionale Rezeption, so etwa 1985 im Nachrichtenmagazin Der Spiegel, als sie einen in Handgreiflichkeiten ausgearteten Polizeieinsatz in der Bonner Bannmeile glossierte. Besonders aufgrund ihrer mitunter kontroversen Artikel war das alternative Medium Gegenstand juristischer Auseinandersetzungen, die es jedoch in der Regel gewann. Nachdem in der SCHNÜSS zum Boykott der Volkszählung 1987 aufgerufen wurde, leitete die Stadt Bonn Ermittlungen wegen des Verdachts des Verstosses gegen das Volkszählungsgesetz ein, die jedoch im Sande verliefen. Allerdings beschlagnahmten Beamte des 14. Kommissariates der Bonner Kriminalpolizei auf richterlichen Beschluss hin Restexemplare der SCHNÜSS-Mai-Nummer. Nach einem kritischen Artikel über die Bonner Volkshochschule und ihrem Büchersortiment im April 1988 fühlte sich die Volkshochschule verleumdet. Das eingeleitete Verfahren wurde eingestellt. Eine weitere rechtliche Auseinandersetzung erfolgte nach einem Artikel über Hans-Helmuth Knütter im August 1993. Die Unterlassungsklage scheiterte in entscheidenden Punkten und DE SCHNÜSS durfte weiterhin behaupten „wo der Professor wirkt, sind Rechtsradikale nicht weit“.
Wie sich 1991 herausstellte, war Gründungsmitglied Rudolf Lottsiepen langjähriger V-Mann des Verfassungsschutzes und angesetzt auf die linke Szene. Er verließ die SCHNÜSS 1981, die ihm nicht radikal genug erschien und verschwand 1991 ganz aus Bonn.
Heute spricht die SCHNÜSS kein reines Szenepublikum mehr an. Sie versteht sich nach wie vor als alternatives Magazin und wartet mit lokaler Berichterstattung, oft zu Nischenthemen, sowie einem großen Feuilletonteil mit zahlreichen kulturellen Terminen aus der Region Bonn/Rhein-Sieg und Köln als auch Gastro-Kritiken auf. Ebenfalls finden sich vielschichtige Kommentare und Glossen zu politischen und gesellschaftlichen Fragen jenseits des Lokalen, oftmals als Titelgeschichten.
Bis Ende 2018 erschien jeweils zum Beginn des Sommer- wie des Wintersemesters an der Universität Bonn das Schnüss Unimagazin in einer Auflage von 10.000 Exemplaren mit Informationen rund um Studium und Universität.

## Erscheinungsweise
Die SCHNÜSS erscheint seit 1978 monatlich, jeweils in der letzten Woche des Monats. Nachdem sie die längste Zeit kostenpflichtig für zuletzt 1,90 € zu haben war, ist sie seit der Ausgabe 2/2010 an fast 300 Verteilstellen in Bonn kostenlos erhältlich.
1993 betrug die Auflage 9.000 Exemplare. Im Jahr 2002 10.200. Nach eigenen Angaben hat sie heute eine Druckauflage von 10.000 Exemplaren.
Seit der Umstellung auf kostenlose Verteilung finanziert sich die Schnüss heute ausschließlich über Anzeigen und Spenden. Der Vertrieb wird von der Bonner Firma Kulticus Promotion übernommen. Chefredakteurin ist Gitta List.